# Ichthyaetus
Ichthyaetus is een geslacht van vogels uit de familie meeuwen (Laridae). Het geslacht telt zes soorten. Vóór 2005 werden die soorten in het geslacht Larus geplaatst.

## Soorten
- Ichthyaetus audouinii  – Audouins meeuw
- Ichthyaetus hemprichii  – Hemprichs meeuw
- Ichthyaetus ichthyaetus  – Reuzenzwartkopmeeuw
- Ichthyaetus leucophthalmus  – Witoogmeeuw
- Ichthyaetus melanocephalus  – Zwartkopmeeuw
- Ichthyaetus relictus  – Relictmeeuw